# Standard M-Defence
Standard M-Defence – amerykański myśliwiec przechwytujący z okresu I wojny światowej. Zbudowano dwa prototypy, nie wszedł do produkcji z powodu niewystarczających osiągów. W lotnictwie United States Army służył w nieco zmienionej wersji E-1 jako samolot szkolny.

## Historia
W 1917 Signal Corps (ówczesna formacja United States Army odpowiedzialna za lotnictwo) zamówiła w Standard Aircraft Corporation cztery egzemplarzy nowego samolotu myśliwskiego. Zaprojektowany przez Charlesa Daya samolot miał służyć jako lekki myśliwiec przechwytujący (point defence) przeznaczony do obrony lotnisk i otrzymał nazwę M-Defence. Zaprojektowany myśliwiec miał bardzo typową konstrukcję jak na ówczesne czasy, był to jednosilnikowy, dwupłatowy samolot o konstrukcji drewnianej, krytej płótnem. Maszyna napędzana była 9-cylindrowym silnikiem rotacyjnym typu Gnome Monosoupape o mocy 100 KM budowanym licencyjnie w Stanach Zjednoczonych przez General Vehicle Company.
Pierwsze dwa myśliwce M-Defence, numery seryjne Armii 33769/70, zostały dostarczone w styczniu 1918. Samoloty okazały się bardzo zwrotne i miały dobre właściwości pilotażowe, ale z powodu niskiej mocy silnika ich osiągi zostały uznane za niezadowalające. Zamówienie na pozostałe samoloty zostało anulowane, ale zamiast tego zamówiono 460 samolotów we wersji E-1, które miały służyć jako samoloty szkolenia zaawansowanego. Pierwsze 93 samoloty z tego zamówienia, numery seryjne 44542/45577 i 49156/49212, zostały zbudowane z silnikami Gnome, ale z powodu ich wysokiej zawodności następne 75 egzemplarzy, numery seryjne 49133/49207, zostało wyposażone w licencyjne silniki Le Rhône o mocy 80 KM budowane przez United Switch and Signal Company. Pomimo ich mniejszej mocy, silniki te były znacznie bardziej niezawodne, w tej wersji E-1 był uważany za bardzo udany samolot szkolny. Pozostała część zamówienia została anulowana.